# Močiarka
Močiarka este o arie protejată (arie specială de conservare — SAC, sit de importanță comunitară — SCI) din Slovacia întinsă pe o suprafață de 221,54 ha, integral pe uscat.

## Localizare
Centrul sitului Močiarka este situat la coordonatele 48°21′47″N 17°02′15″E / 48.363056°N 17.0375°E.

## Înființare
Situl Močiarka a fost declarat sit de importanță comunitară în aprilie 2004 pentru a proteja 11 specii de animale. Situl a fost protejat și ca arie specială de conservare în martie 2004.

## Biodiversitate
Situată în ecoregiunea panonică, aria protejată conține 3 habitate naturale: Păduri panonice cu Quercus petraea și Carpinus betulus, Cursuri de apă de la nivel de câmpie la nivel montan, cu vegetație Ranunculion fluitantis și Callitricho-Batrachion, Păduri aluvionare cu Alnus glutinosa și Fraxinus excelsior (Alno-Padion, Alnion incanae, Salicion albae).
La baza desemnării sitului se află mai multe specii protejate:
- păsări (3): fâsă de pădure (Anthus spinoletta), egretă albă (Egretta alba), presură de stuf (Emberiza schoeniclus)
- mamifere (2): liliac cârn (Barbastella barbastellus), castor (Castor fiber)
- nevertebrate (6): croitorul mare al stejarului (Cerambyx cerdo), Cordulegaster heros, Cucujus cinnaberinus, Euplagia quadripunctaria, rădașcă (Lucanus cervus), gândacul de apă (Rhysodes sulcatus)

Pe lângă speciile protejate, pe teritoriul sitului au mai fost identificate 3 specii de plante, 6 specii de amfibieni, 4 specii de mamifere, 30 de specii de nevertebrate, 3 specii de reptile.